# Паоло Барка — вчитель початкової школи, що практикує нудизм
«Паоло Барка — вчитель початкової школи, що практикує нудизм» — італійська еротична комедія 1975 року, знятий режисером Флавіо Могеріні, з Ренато Поццетто у головній ролі.

## Сюжет
Молодий міланський професор Паоло Барка, розкутий і переконаний нудист, переїхав на роботу до провінції Катанія, зіткнувшись із менталітетом, який у його очах виглядає явно фанатичним. Згодом йому вдасться щось змінити і у школі, і у своєму характері.

## У ролях
- Ренато Поццетто — Паоло Барка
- Паола Борбоні — графиня Фелічіта Барка, бабуся Паоло
- Джанет Агрен — вчителька Джулія Гамільтон
- Валерія Фабріці — пані Манцотті
- Магалі Ноель — вчителька Розарія Чаккіо
- Міранда Мартіно — вчителка Ассунта Калабро
- Стефано Сатта Флорес — дидактичний керівник
- Ліана Труше — викладачка Інес Бадаламенті
- Пінуччо Ардія — роль другого плану
- Фердінандо Віллелла — роль другого плану
- Етторе Маттіа — роль другого плану
- Джузеппе Тумінеллі — роль другого плану
- Лоренцо Піані — роль другого плану
- Вітторіо Фанфоні — роль другого плану
- Дженнаро Омбра — роль другого плану
- Сільвано Бернабеї — роль другого плану

## Знімальна група
- Режисер — Флавіо Могеріні
- Сценарій — Франческо Массаро, Уго Пірро
- Продюсер — Луїджі Де Лаурентіс
- Оператор — Карло Карліні
- Художник — Даніеле Могеріні
- Композитор — Ріц Ортолані
- Монтаж — Адріано Тальїавіа
- Костюми — Маріо Амброзіо